# Zavaritskite
La zavaritskite è un minerale appartenente al gruppo della matlockite.